# Temple of Baal
Temple of Baal ist eine französische Death- und Black-Metal-Band aus Paris, die im Jahr 1998 gegründet wurde.

## Geschichte
Temple of Baal wurde Mitte 1998 von Olivier „Amduscias“ Verron als Ein-Mann-Band gegründet. Erst später kamen der Sänger Magus Kaiser Munkir (aka „MKM“), der Bassist Arkdaemon und der Schlagzeuger Eric „Herr Rikk“ Tabourier als weitere Mitglieder zur Besetzung. Daraufhin folgten Auftritte. Nach ein paar Proben verließ MKM die Besetzung, woraufhin sich die Band entschloss, als Trio fortzufahren, sodass Verron neben der E-Gitarre nun auch den Gesang übernahm. Ein paar Monate später erschien mit Satanas Lux Solis ein erstes Demo, wovon die Band 200 Kopien absetzen konnte. Nachdem die Band einen Vertrag bei dem französischen Label Chanteloup Creations erreicht hatte, begab sie sich im Februar 2000 in das Coprophagus Studio, um das nächste Demo Black Unholy Presence aufzunehmen. Hiervon setzten sich 200 Kopien ab. Der Tonträger wurde später über Oaken Shield Records wiederveröffentlicht. Daraufhin war die Gruppe auf dem Sampler The Return of Darkness and Hate von Drakkar Productions zuhören. Zudem erschien eine Split-Veröffentlichung zusammen mit Eternal Majesty bei End All Life Productions. Temple of Baals Anteil bestand hierbei aus dem alten Demosong Faces of the Void, der für die Veröffentlichung jedoch neu aufgenommen worden war, sowie den beiden neuen Liedern Satanic Dominators und On Through the Void. Die Veröffentlichung hatte eine Auflage von 300 Stück, die nach den ersten drei Wochen ausverkauft war. Zudem war das Erscheinen eines Debütalbums geplant, das sich jedoch durch den Bankrott von Chanteloup Creations im Jahr 2001 verzögerte.
Stattdessen erschien das Album im Jahr 2003 bei dem Label Oaken Shield unter dem Namen Servants of the Beast, dem sich 2005 ein zweites Album namens Traitors to Mankind bei demselben Label anschloss. Im März 2008 wechselte die Band zu Agonia Records. Bei diesem Label erschienen die Alben Lightslaying Rituals, Verses of Fire und Mysterium in den Jahren 2009, 2013 und 2015. In ihrer Karriere konnte die Band unter anderem bisher zusammen mit Deströyer 666, Watain, Revenge, Enthroned, Impiety, Abigail, Arkhon Infaustus und Antaeus spielen. Zudem konnte sie bisher unter anderem auch Festival-Auftritte auf dem Inferno Metal Festival Norway und dem Summer Breeze für sich verzeichnen.

## Stil
Gunnar Sauermann vom Metal Hammer beschrieb die Musik in seiner Rezension zu Servants of the Beast als „scheppernden, rumpelnden und keifenden Black Metal“ im Stil der 1990er Jahre. In den Liedern gebe es „klirrende Gitarren, krächzende Kehlenfolter und Polter-Schlagzeug“. Neben norwegischem Black Metal würden die „simplen Song-Strukturen zwischen rockiger oder gar punkiger Attitüde“ oft an Venom oder Possessed erinnern. Der Klang sei „angemessen verwaschen“ und die Texte seien satanistisch geprägt. In einer späteren Ausgabe rezensierte Melanie Aschenbrenner das Album Traitors to Mankind und stellte fest, dass es „grobkörnigem Black Metal der alten Schule“ biete, was meist an Venom und Darkthrone erinnere. Die Musik sei wie beim Debütalbum „true und thrashig“. Im Lied Bleeding Thoughts sei „ein doomiger Mittelteil mit hellem, gequälten Gesang“ zu hören, während Graveyard of Disgust „den Groove des Todes“ habe. Bitter Days erinnere am Anfang ungewollt an ABBAs Dancing Queen.
Laut Olivier Verron im Interview mit Mandy Malon vom Rock Hard handelt Mysterium von den Mysterien des Glaubens aus der Sicht des Pfades zur linken Hand. Der Titel sei durch die Motette O Magnum Mysterium von Francis Poulenc inspiriert worden. Zudem gab er an, dass er Fan von Behemoth seit dem ersten Demo sei, wobei er sich mit den späteren Death-Metal-Einflüssen noch habe anfreunden müssen. Temple of Baal sei allerdings Black-Metal-lastiger. Sein Spiel der Gitarre sei vor allem durch Bands aus seiner Kindheit wie Iron Maiden, Judas Priest, Slayer und Metallica beeinflusst worden. Die Melodien der Lieder seien stark durch Darkthrone, Emperor und Dissection beeinflusst worden. Eine Ausgabe zuvor hatte Sebastian Schilling das Album rezensiert. Die Band habe sich vom reinen Black Metal stark zum Death Metal hinbewegt. Dies könne man hauptsächlich am Gesang erkennen, da durchgängig gegrowlt werde. Das Tempo der Lieder sei oft sehr hoch. Insgesamt erinnere die Musik an Behemoth, wobei Temple of Baal allerdings geradliniger sei. Die immer etwas dissonante Harmonik rufe Erinnerungen an Deathspell Omega wach.

## Diskografie
- 1999: Satanas Lux Solis (Demo, Eigenveröffentlichung)
- 2000: Black Unholy Presence (Demo, Chanteloup Creations)
- 2001: Unholy Chants of Darkness / Faces of the Void (Split mit Eternal Majesty, End All Life Productions)
- 2003: Rituals of Black Plague (Live-Album, Paleur Mortelle)
- 2003: Servants of the Beast (Album, Oaken Shield)
- 2004: Sargeist / Temple of Baal (Split mit Sargeist, Grievantee Productions)
- 2005: Traitors to Mankind (Album, Oaken Shield)
- 2006: Ancestral Fog / Temple of Baal (Split mit Ancestral Fog, Battlesk'rs Productions)
- 2007: Temple of Baal / Aosoth (Split mit Aosoth, Debemur Morti Productions)
- 2009: Lightslaying Rituals (Album, Agonia Records)
- 2011: The Vision of Fading Mankind (Split mit Ritualization, Agonia Records)
- 2013: Verses of Fire (Album, Agonia Records)
- 2015: Mysterium (Album, Agonia Records)